# 汽車學校前站

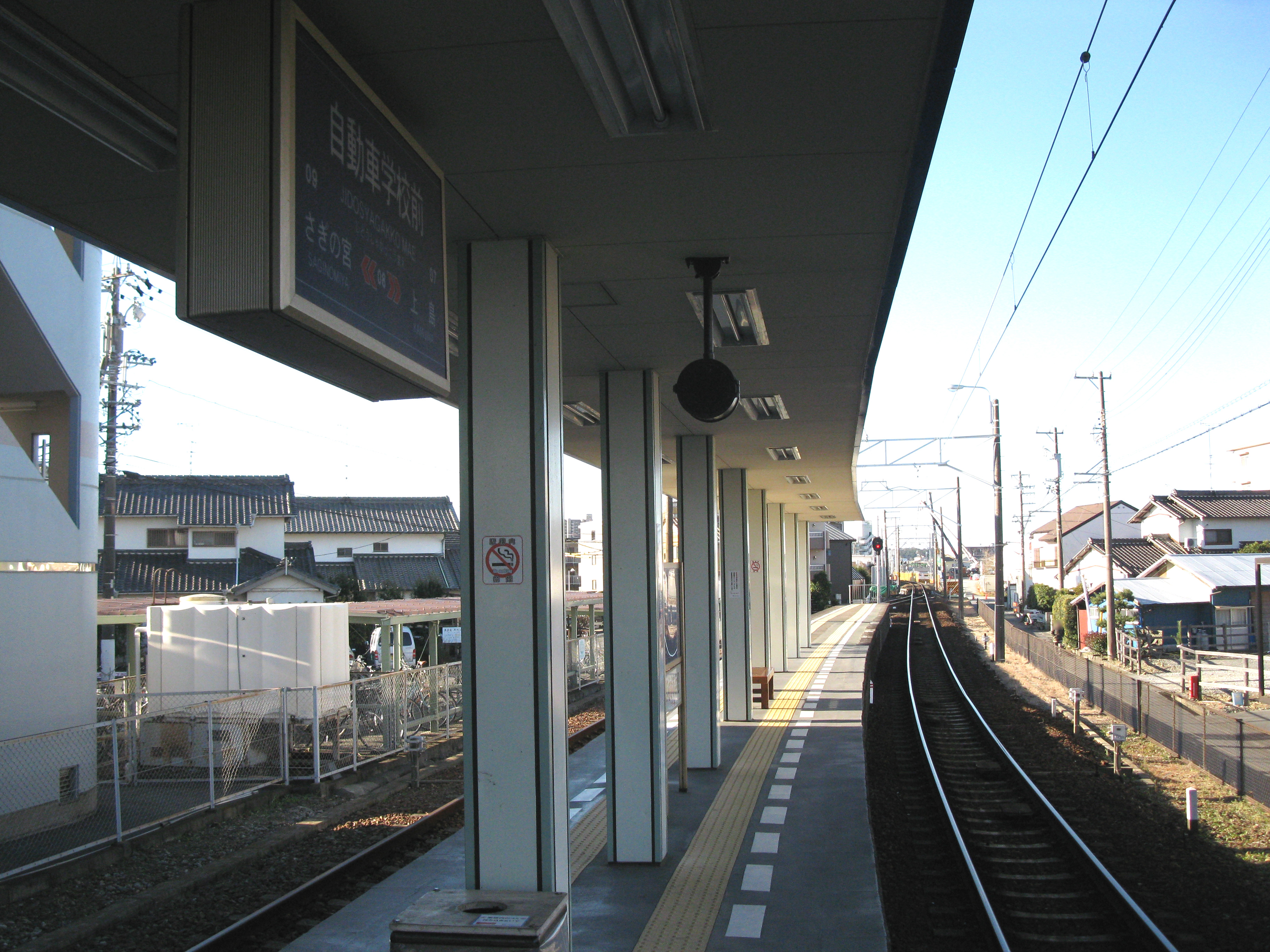
月台（2011年1月）

汽車學校前站（日语：／ Jidōshagakkōmae eki */?）是位於靜岡縣濱松市中央區有玉南町，屬於遠州鐵道的鐵道線車站。車站編號為08。

## 歷史

### 站名的由來
本站原名市場站，是取自車站啟用時鄰近的大型市場。後來隨著遠鐵汽車學校開校，站名也改為現在的汽車學校前。

### 年表
- 1909年12月6日 - 市場站（日语：／）啟用。
- 1923年4月1日 - 車站改名為遠州市場站。
- 1964年9月5日 - 站前的貨物綜合車站用地，開設遠鐵汽車學校。
- 1966年4月1日 - 車站改名為汽車學校前站。
- 1974年9月頃 - 成為無人車站。

## 車站構造
此站是地面車站，設有1面2線的島式月台。在不需要列車交會時候，列車均使用西邊月台。
月台東邊設有集合住宅「遠鐵高地自校站大廈」，該住宅的1樓部分位置為車站大樓（候車室），大樓內則設有自機售票機。此站是全日無人車站，月台與大樓之間透過站內平交道連接。大廈1樓餘下部分地方設有數間商店，2樓以上為住宅區間。大廈鄰接單車停泊處（可容納184架單車）。
本站鄰接遠鐵汽車學校。由於遠州鐵道原本因貨物運送興盛，使取得土地用作建設貨物總站。但是隨著機動化，使貨物運送量大減，因此大規模的貨運計劃輸送計劃失敗。而遠鐵對於機動化所帶來的私家車熱潮下，決定於預計建設貨物總站地方建設汽車學校。

### 月台
| 月台 | 路線            | 上下行 | 方向             |
| ---- | --------------- | ------ | ---------------- |
| 西邊 | ■遠州鐵道鐵道線 | 下行   | 濱北、西鹿島方向 |
| 東邊 | ■遠州鐵道鐵道線 | 上行   | 曳馬、新濱松方向 |

## 使用狀況
在2018年度（平成30年度）的總乘車人次為359,565人（18座車站中排名第13），下車人次為355,907人（18座車站中排名第14）。此站的乘客主要來自附近的上學，上班的人士。
以下為不同年度的乘車人次和下車人次：
| 一年總間乘車人次和下車人次彎化 | 一年總間乘車人次和下車人次彎化 | 一年總間乘車人次和下車人次彎化 | 一年總間乘車人次和下車人次彎化 |
| 年度                           | 遠州鐵道                       | 遠州鐵道                       | 參考資料、備註                 |
| 年度                           | 乘車人次                       | 下車人次                       | 參考資料、備註                 |
| ------------------------------ | ------------------------------ | ------------------------------ | ------------------------------ |
| 1980年度（昭和55年度）         | 414,718 人                     | 416,504 人                     | [ 3 ]                          |
| 1981年度（昭和56年度）         | 405,143 人                     | 418,750 人                     | [ 4 ]                          |
| 1982年度（昭和57年度）         | 410,116 人                     | 414,173 人                     | [ 5 ]                          |
| 1983年度（昭和58年度）         | 364,096 人                     | 372,166 人                     | [ 6 ]                          |
| 1984年度（昭和59年度）         | 335,865 人                     | 346,482 人                     | [ 7 ]                          |
| 1985年度（昭和60年度）         | 330,476 人                     | 338,551 人                     | [ 8 ]                          |
| 1986年度（昭和61年度）         | 373,605 人                     | 382,508 人                     | [ 9 ]                          |
| 1987年度（昭和62年度）         | 387,211 人                     | 402,936 人                     | [ 10 ]                         |
| 1988年度（昭和63年度）         | 425,805 人                     | 430,352 人                     | [ 11 ]                         |
| 1989年度（平成元年度）         | 441,953 人                     | 439,224 人                     | [ 12 ]                         |
| 1990年度（平成2年度）          | 448,492 人                     | 447,661 人                     | [ 13 ]                         |
| 1991年度（平成3年度）          | 468,891 人                     | 466,672 人                     | [ 14 ]                         |
| 1992年度（平成4年度）          | 437,533 人                     | 436,338 人                     | [ 15 ]                         |
| 1993年度（平成5年度）          | 457,055 人                     | 455,787 人                     | [ 16 ]                         |
| 1994年度（平成6年度）          | 435,704 人                     | 433,788 人                     | [ 17 ]                         |
| 1995年度（平成7年度）          | 449,066 人                     | 448,171 人                     | [ 18 ]                         |
| 1996年度（平成8年度）          | 431,093 人                     | 427,315 人                     | [ 19 ]                         |
| 1997年度（平成9年度）          | 425,407 人                     | 420,976 人                     | [ 20 ]                         |
| 1998年度（平成10年度）         | 395,041 人                     | 392,514 人                     | [ 21 ]                         |
| 1999年度（平成11年度）         | 361,375 人                     | 363,064 人                     | [ 22 ]                         |
| 2000年度（平成12年度）         | 339,837 人                     | 341,541 人                     | [ 23 ]                         |
| 2001年度（平成13年度）         | 319,408 人                     | 318,024 人                     | [ 24 ]                         |
| 2002年度（平成14年度）         | 299,501 人                     | 298,779 人                     | [ 25 ]                         |
| 2003年度（平成15年度）         | 329,309 人                     | 328,210 人                     | [ 26 ]                         |
| 2004年度（平成16年度）         | 319,891 人                     | 323,007 人                     | [ 27 ]                         |
| 2005年度（平成17年度）         | 321,969 人                     | 318,022 人                     | [ 28 ]                         |
| 2006年度（平成18年度）         | 319,280 人                     | 317,748 人                     | [ 29 ]                         |
| 2007年度（平成19年度）         | 321,281 人                     | 318,876 人                     | [ 30 ]                         |
| 2008年度（平成20年度）         | 322,836 人                     | 319,348 人                     | [ 31 ]                         |
| 2009年度（平成21年度）         | 321,679 人                     | 318,541 人                     | [ 32 ]                         |
| 2010年度（平成22年度）         | 317,590 人                     | 315,302 人                     | [ 33 ]                         |
| 2011年度（平成23年度）         | 318,219 人                     | 317,190 人                     | [ 34 ]                         |
| 2012年度（平成24年度）         | 331,778 人                     | 329,593 人                     | [ 35 ]                         |
| 2013年度（平成25年度）         | 337,276 人                     | 331,976 人                     | [ 36 ]                         |
| 2014年度（平成26年度）         | 350,348 人                     | 349,619 人                     | [ 37 ]                         |
| 2015年度（平成27年度）         | 354,991 人                     | 353,216 人                     | [ 38 ]                         |
| 2016年度（平成28年度）         | 355,477 人                     | 351,717 人                     | [ 39 ]                         |
| 2017年度（平成29年度）         | 354,516 人                     | 351,125 人                     | [ 40 ]                         |
| 2018年度（平成30年度）         | 359,565 人                     | 355,907 人                     | [ 2 ]                          |

## 車站周邊
- 遠鐵汽車學校（日语：遠鉄自動車学校）
- 靜岡縣立濱松技能開發專門校（濱松技術學院）
- 溫州濱松農業協同組合（日语：とぴあ浜松農業協同組合） 本店
- 濱松毎日保齡
- 西友樂市濱松有玉南店
- AEON Mall濱松市野（日语：イオンモール浜松市野）（步行15分鐘）

## 巴士路線
車站向西北方步行5分鐘可到達東名濱松北巴士站，停靠的巴士路線包括東名公路巴士和e-wing。此外，步行10分鐘可到達有玉南巴士站，停靠的巴士路線包括57 醫大循環。

## 相鄰車站
遠州鐵道
■鐵道線
上島（07）－汽車學校前（08）－鷺之宮（09）

## 注腳
1. ↑  どい～ら浜松 貨物駅予定地が自動車学校に （页面存档备份，存于）（日語）
2. 1 2  《靜岡縣統計年鑑 平成30年》 運輸・通信 鉄道運輸状況 （页面存档备份，存于）（日語）
3. ↑  《靜岡縣統計年鑑 昭和55年》 NDL 82024736 pp. 287-289
4. ↑  《靜岡縣統計年鑑 昭和56年》 NDL 83020918 pp. 287-289
5. ↑  《靜岡縣統計年鑑 昭和57年》 NDL 84021214 pp. 279-281
6. ↑  《靜岡縣統計年鑑 昭和58年》 NDL 85042552 pp. 279-281
7. ↑  《靜岡縣統計年鑑 昭和59年》 書誌情報 （页面存档备份，存于） pp. 279-281
8. ↑  《靜岡縣統計年鑑 昭和60年》 運輸・通信 私鉄運輸状況 （页面存档备份，存于）（日語）
9. ↑  《靜岡縣統計年鑑 昭和61年》 運輸・通信 私鉄運輸状況 （页面存档备份，存于）（日語）
10. ↑  《靜岡縣統計年鑑 昭和62年》 運輸・通信 鉄道運輸状況 （页面存档备份，存于）（日語）
11. ↑  《靜岡縣統計年鑑 昭和63年》 運輸・通信 鉄道運輸状況 （页面存档备份，存于）（日語）
12. ↑  《靜岡縣統計年鑑 平成元年》 運輸・通信 鉄道運輸状況 （页面存档备份，存于）（日語）
13. ↑  《靜岡縣統計年鑑 平成2年》 運輸・通信 鉄道運輸状況 （页面存档备份，存于）（日語）
14. ↑  《靜岡縣統計年鑑 平成3年》 運輸・通信 鉄道運輸状況 （页面存档备份，存于）（日語）
15. ↑  《靜岡縣統計年鑑 平成4年》 運輸・通信 鉄道運輸状況 （页面存档备份，存于）（日語）
16. ↑  《靜岡縣統計年鑑 平成5年》 運輸・通信 鉄道運輸状況 （页面存档备份，存于）（日語）
17. ↑  《靜岡縣統計年鑑 平成6年》 運輸・通信 鉄道運輸状況 （页面存档备份，存于）（日語）
18. ↑  《靜岡縣統計年鑑 平成7年》 運輸・通信 鉄道運輸状況 （页面存档备份，存于）（日語）
19. ↑  《靜岡縣統計年鑑 平成8年》 運輸・通信 鉄道運輸状況 （页面存档备份，存于）（日語）
20. ↑  《靜岡縣統計年鑑 平成9年》 運輸・通信 鉄道運輸状況 （页面存档备份，存于）（日語）
21. ↑  《靜岡縣統計年鑑 平成10年》 運輸・通信 鉄道運輸状況 （页面存档备份，存于）（日語）
22. ↑  《靜岡縣統計年鑑 平成11年》 運輸・通信 鉄道運輸状況 （页面存档备份，存于）（日語）
23. ↑  《靜岡縣統計年鑑 平成12年》 運輸・通信 鉄道運輸状況 （页面存档备份，存于）（日語）
24. ↑  《靜岡縣統計年鑑 平成13年》 運輸・通信 鉄道運輸状況 （页面存档备份，存于）（日語）
25. ↑  《靜岡縣統計年鑑 平成14年》 運輸・通信 鉄道運輸状況 （页面存档备份，存于）（日語）
26. ↑  《靜岡縣統計年鑑 平成15年》 運輸・通信 鉄道運輸状況 （页面存档备份，存于）（日語）
27. ↑  《靜岡縣統計年鑑 平成16年》 運輸・通信 鉄道運輸状況 （页面存档备份，存于）（日語）
28. ↑  《靜岡縣統計年鑑 平成17年》 運輸・通信 鉄道運輸状況 （页面存档备份，存于）（日語）
29. ↑  《靜岡縣統計年鑑 平成18年》 運輸・通信 鉄道運輸状況 （页面存档备份，存于）（日語）
30. ↑  《靜岡縣統計年鑑 平成19年》 運輸・通信 鉄道運輸状況 （页面存档备份，存于）（日語）
31. ↑  《靜岡縣統計年鑑 平成20年》 運輸・通信 鉄道運輸状況 （页面存档备份，存于）（日語）
32. ↑  《靜岡縣統計年鑑 平成21年》 運輸・通信 鉄道運輸状況 （页面存档备份，存于）（日語）
33. ↑  《靜岡縣統計年鑑 平成22年》 運輸・通信 鉄道運輸状況 （页面存档备份，存于）（日語）
34. ↑  《靜岡縣統計年鑑 平成23年》 運輸・通信 鉄道運輸状況 （页面存档备份，存于）（日語）
35. ↑  《靜岡縣統計年鑑 平成24年》 運輸・通信 鉄道運輸状況 （页面存档备份，存于）（日語）
36. ↑  《靜岡縣統計年鑑 平成25年》 運輸・通信 鉄道運輸状況 （页面存档备份，存于）（日語）
37. ↑  《靜岡縣統計年鑑 平成26年》 運輸・通信 鉄道運輸状況 （页面存档备份，存于）（日語）
38. ↑  《靜岡縣統計年鑑 平成27年》 運輸・通信 鉄道運輸状況 （页面存档备份，存于）（日語）
39. ↑  《靜岡縣統計年鑑 平成28年》 運輸・通信 鉄道運輸状況 （页面存档备份，存于）（日語）
40. ↑  《靜岡縣統計年鑑 平成29年》 運輸・通信 鉄道運輸状況 （页面存档备份，存于）（日語）

## 外部連結
- 汽車學校前站（遠鐵電車各站資訊） （页面存档备份，存于）（日語）